# Prequelle
Prequelle är det svenska hårdrocksbandet Ghosts fjärde studioalbum som släpptes den 1 juni 2018. Albumet spelades in år 2017 i Artery Studios i Stockholm och i Westlake Recording Studios i West Hollywood.
I oktober 2019 släpptes en limiterad utgåva av albumet. Utgåvan innehåller förutom albumet på vinyl också en 12"-singel,, en 7"-singel, en bok med illustrationer av Zbigniew M. Bielak, foton, och en poster. Utgåvan är i Skandinavien begränsad till 5000 exemplar. 

## Låtlista
| Nr           | Titel                          | Längd |
| ------------ | ------------------------------ | ----- |
| 1.           | Ashes                          | 1:21  |
| 2.           | Rats                           | 4:21  |
| 3.           | Faith                          | 4:29  |
| 4.           | See the Light                  | 4:05  |
| 5.           | Miasma (instrumental)          | 5:17  |
| 6.           | Dance Macabre                  | 3:39  |
| 7.           | Pro Memoria                    | 5:39  |
| 8.           | Witch Image                    | 3:30  |
| 9.           | Helvetesfönster (instrumental) | 5:55  |
| 10.          | Life Eternal                   | 3:27  |
| Total längd: | Total längd:                   | 41:43 |

| 1. | It's a Sin (Pet Shop Boys-cover) |  |
| 2. | Avalanche (Leonard Cohen-cover)  |  |

## Medverkande

### Ghost
- Cardinal Copia – sång

Nameless Ghouls:
- – sologitarr
- – elbas
- – kompgitarr
- – keyboard
- – trummor